# أميرة أستريد من بلجيكا، أرشيدقة النمسا-إستي
أميرة أستريد من بلجيكا، أرشيدقة النمسا-إستي (بالفرنسية: Astrid de Belgique) (و. 1962  م) هي سياسية بلجيكية.

## مناصب
تولت منصب عضو مجلس الشيوخ البلجيكي.

## التعليم
تعلمت في جامعة جنيف.

## جوائز
حصلت على جوائز منها:
- الوشاح الأعظم لوسام ليوبولد
- وسام النجم القطبي السويدي برتبة قائد الصليب الأكبر  [لغات أخرى]‏
- نيشان الاستحقاق المجري من رتبة صليب أعظم
- نيشان الاستحقاق الملكي النرويجي من رتبة صليب أعظم
- وسام الصليب الأعظم من الفئة الأولى للخدمات الجليلة لجمهورية ألمانيا الاتحادية
- نيشان ابن الأمير هنري من رتبة صليب أعظم
- وسام الصليب الأكبر للاستحقاق المدني.